# Néstor Álvarez
Néstor David Álvarez Gutierres est un footballeur colombien né le 4 novembre 1980 à Medellín.

## Carrière
- 2005 : Envigado FC  Colombie
- 2006 : Independiente Medellín  Colombie
- 2006 : Deportes Tolima  Colombie
- 2006-07 : Académica de Coimbra  Portugal
- 2007 : Busan I'Park  Corée du Sud